# Außerordentlicher FDP-Bundesparteitag 2017
Koordinaten: 52° 28′ 27″ N, 13° 27′ 34″ O

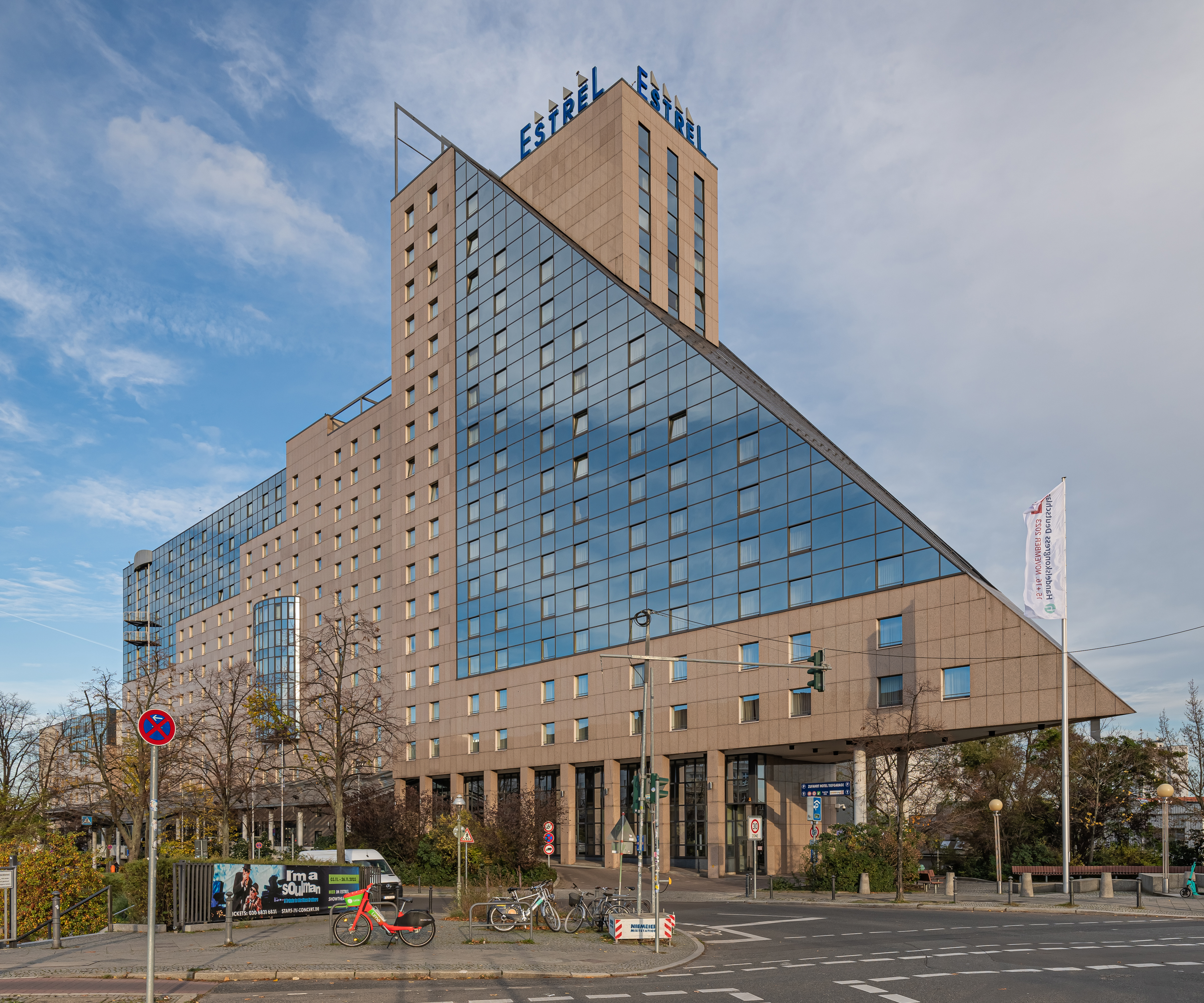
Das Tagungshotel Estrel in Berlin

Der außerordentliche Bundesparteitag 2017 der FDP fand am 17. September 2017, eine Woche vor der Bundestagswahl am 24. September 2017, im Estrel Congress & Messe Center, Berlin, statt. Es handelte sich um den 25. außerordentlichen Bundesparteitag der FDP in der Bundesrepublik Deutschland.

## Beschlüsse
Auf dem Parteitag wurde der Wahlaufruf „Zehn Trendwenden für Deutschland“ verabschiedet.